# Agustí Coma Alabert
Agustí Coma Alabert (Girona, 1 de maig de 1961) és un violinista i compositor català.

## Biografia
Va ingressar als sis anys al Conservatori Isaac Albéniz de Girona, on estudià piano i violí. Als dotze es va traslladar al Conservatori Superior Municipal de Barcelona, on va estudiar harmonia, contrapunt, fuga i composició. Va ser alumne dels mestres Poch, Oltra, Montsalvatge i Soler pel que fa a la composició, i Xavier Turull com a professor de violí.
Al 1983 fou acceptat com a membre de la Menuhin Academy i la Camerata Lysy, amb la qual realitzà diverses gires per Europa, Amèrica i Àsia. A més, durant aquest període va compondre diverses obres, que varen ser interpretades per la camerata.
Del 1986 al 1989 va estudiar en la School of Music de la Universitat d'Indiana, sota la direcció dels violinistes James Buswell, Yuval Yaron i Henryk Kowalski, així com també estudià cambra amb Rotislav Dublnski. Fou en aquest període quan va aconseguir el títol de Violin Master.

## Obra
Com a compositor, predomina en les seves obres un llenguatge d'estil Postwagnerià, comparable a l'estètica europea de principis del s.XX. Demostra gran llibertat a l'hora d'escollir els procediments discursius, utilitzant mètodes tonals, atonals i bitonals, però mai serials. Fortament inspirat per la música popular de certes comarques gironines, i també la música sefardita.
Tota la seva obra està fonamentada sobre uns principis estructurals, allunyats de qualsevol artificiositat. Això mateix li ha permès obtenir diversos guardons, com el Premi de Composició de la Generalitat, al 1985, el 1987 i el 1990; el Premio Nacional de Música de Cámara a Madrid, també al 1985. A més des del 1989 és professor de violí a la Escuela de Música Jesús Gurudi de Vitoria (Álaba).

## Composicions[1]
Obres per a orquestra:
- Quatre diàlegs simfònics, 1983.
- Dos piezas argentinas, arr, vn, Orq cu, 1985.
- Cants a rura terra, 1985-86.
- Dúo sefardí, 1986.

Obres corals:
- Els gegants de la Devesa 1989.

Obres per a veu i piano:
- Tres cançons populars catalanes, 1981.
- Cançó de grumet, 1982
- Girona a la tardor, 1982
- Romança, 1982.

Obres per a conjunt instrumental: 
- Contemplativa, 1982.
- Sonata per a violoncel i piano 1982-83.
- Tres piezas argentinas, 1984
- Quatre melodies sefardís 1984-85.
- Dos temes sefardís 1986.
- Llunes de desembre, 1986.
- Aigües passatgeres, 1988.
- Cingles del far, 1986.
- Sonata pentàfona, 1988.
- Espurnes d'aigua (cançó del mar), 1989.
- Oberts al món, versió per a 11,12 i 13 instruments, 1989.
- Tristor de sol, 1991.

Obres per a piano:
- Suite clàssica, 1981.
- Cançó de bressol, 1982.
- Vals, 1982.
- Salt de les maces, 1991.